# Fagerö, Pyttis

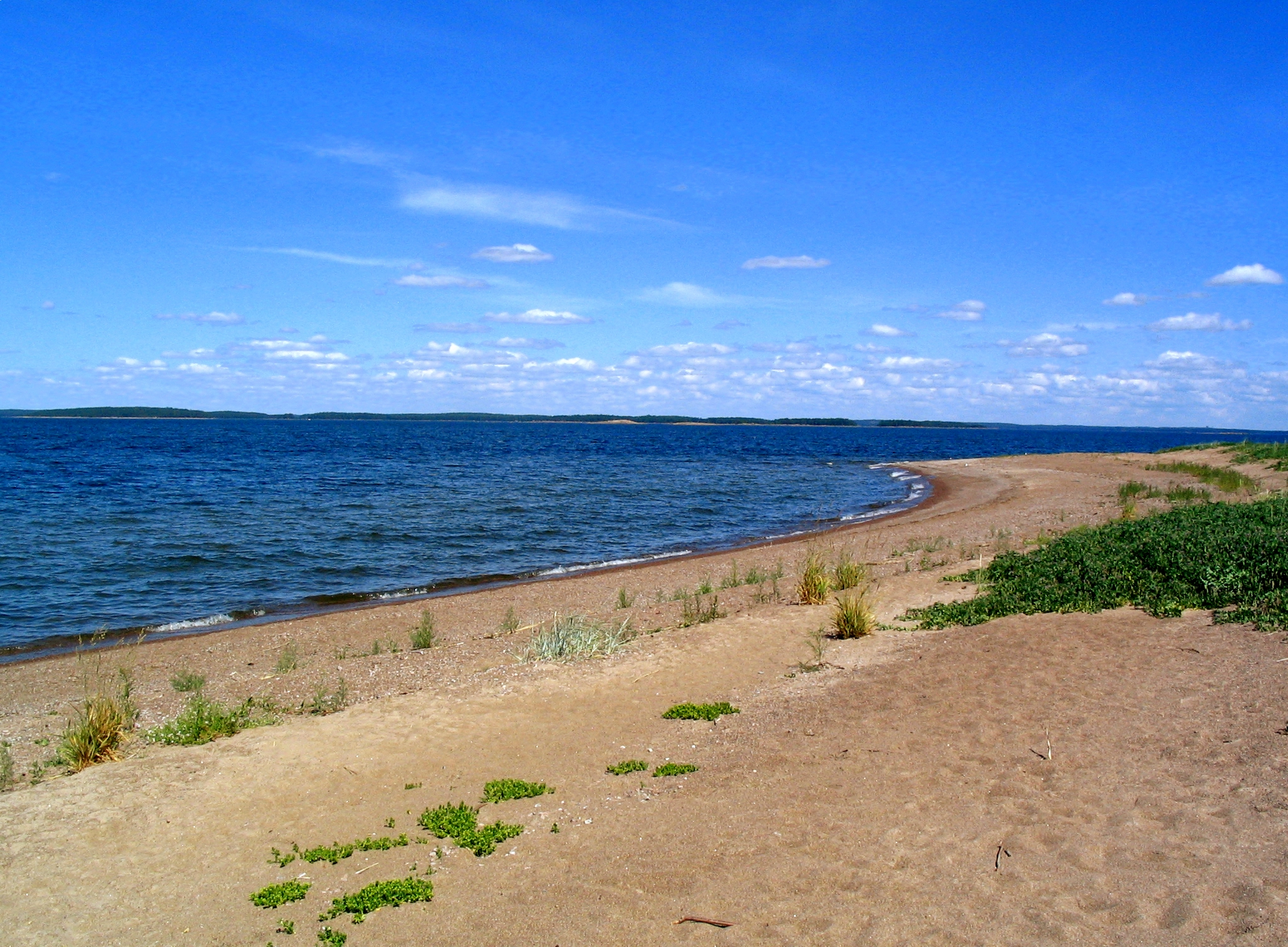
Sandstrand på norra delen av Fagerö

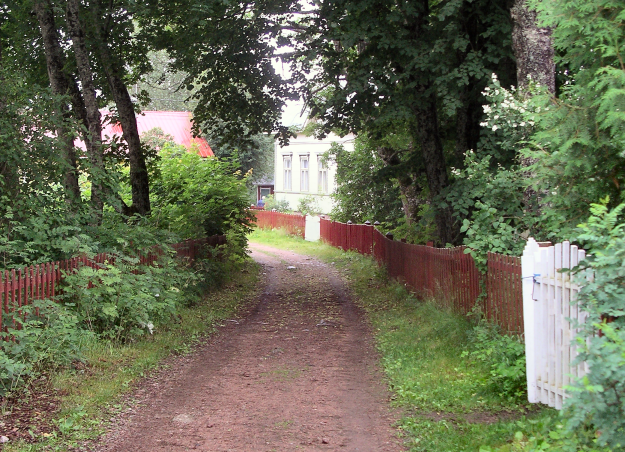
En bygata i Fagerö by

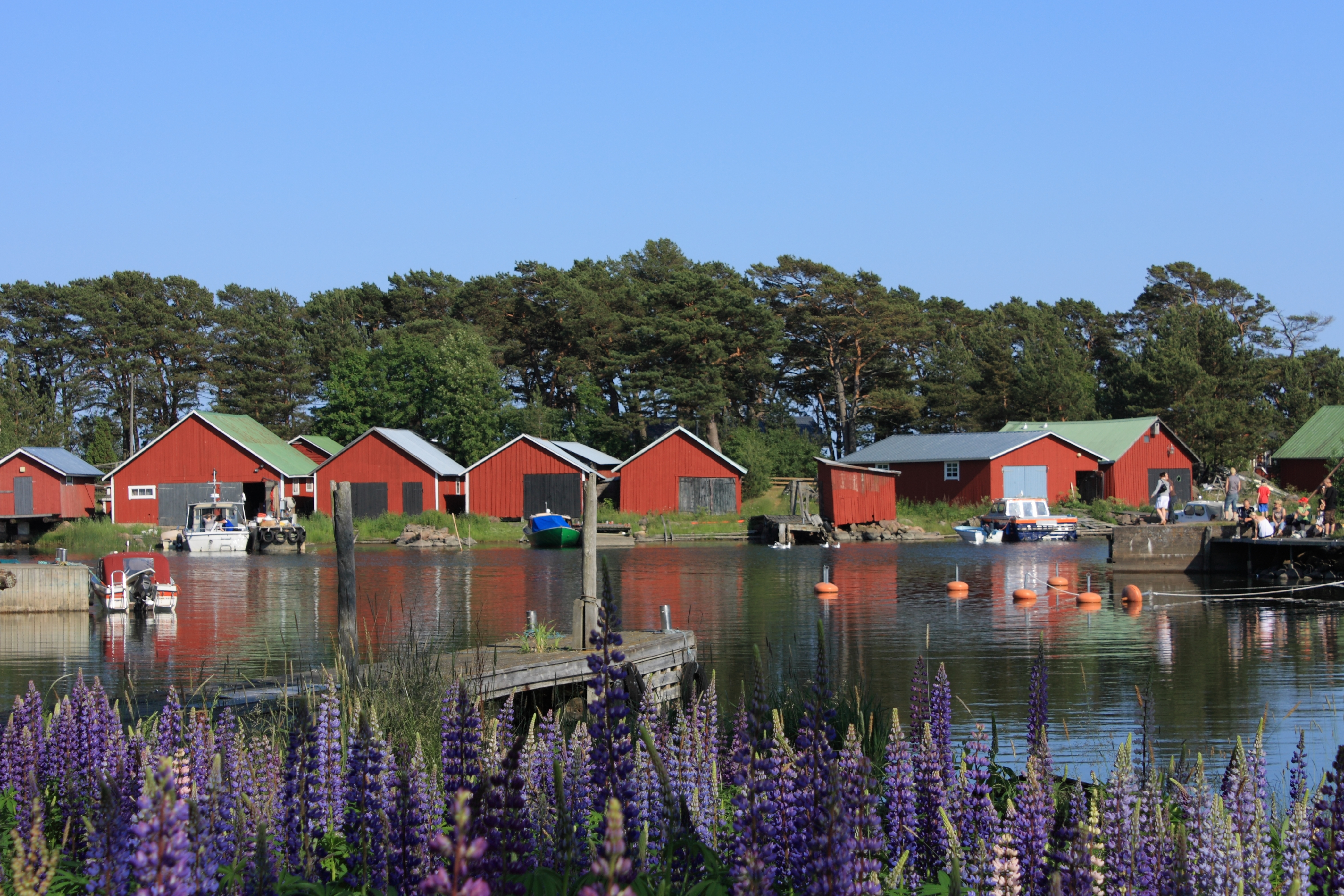
Båthus i Fagerö hamn

För andra betydelser av Fagerö, se Fagerö
Fagerö eller Pyttis Fagerö (finska Kaunissaari) är en ö och by i Pyttis kommun, Kymmenedalen, Södra Finlands län. Ön är ett av de mest kända sommarutflyktsmålen i Finland öster om Helsingfors längs Finska viken. Ön ligger fågelvägen 10 mil öster om Helsingfors och 15 kilometer sydväst om Kotka. Från Kotka går det personbåttrafik till Fagerö.
Fagerö är cirka 3 kilometer lång och 1,5 kilometer bred. Öns bebyggelse är koncentrerad till den södra delen där det finns hamn, sommarrestaurang och affär. På ön finns badstränder och på ön lämpar sig väl för sportfiske och fågelskådning. Midsommarfirandet på ön drar till sig många besökare.
Jordebokshemmanen i byn är tre, nämligen
- Tyni (även Tynnilä) Nr 1
- Jaakkola Nr 2
- Korppas Nr 3

## Historia
De äldsta säkra beläggen för bosättningar på Fagerö är från 1560-talet. På den tiden hörde ön till kyrkan. Ön hade tre fiskarhemman som blev övergivna i slutet av 1500-talet.
Nästa gång Fagerö hade invånare var mellan åren 1613-1617. År 1642 flyttade en familj hit från Vederlax och från detta år har ön oavbrutet varit bebodd. Endast vid svåra missväxtår eller på grund av krig har ön tillfälligtvis varit obebodd.
Vid skattläggningen år 1777 upptecknades följande ekonomiska beskrivning av ön: "Denne öö är kringsluten med Hafsvatn, belägen ifrån Friedrichshamns stad vid pass fyratijo- och Pyttis sochne kyrcka Tjugo Wirster uti Hafsbandet: äro åboerne deruti, så väl med nödige huus, som fiske redskap jemte större och mindre botar försedde. Åkerbruk idkas als intet, som föga, i anseende til siö sandjordmon, torde meritera. Ängesland snäf och mindre bördig. Endaste näring äro Strömmings och Sikfiske jemte schiälskiuteri. Skogsmarken är til nogon dehl med fareld medtagen, dock fins til nödenhet Timmer, båt- och fisktunne vircke. Föres och stundom hved till Friedrichshamns stad till salo."
Fagerös invånarantal steg snabbt från början av 1900-talet till slutet av 1940-talet. Före andra världskriget bodde cirka 150 personer på ön och år 1950 var det 241 stycken. Under 1960-talet minskade åter den fasta befolkningen och 1970 bodde det endast 37 personer på ön. Idag har ön 5-10 fast bosatta året runt.
Huvudnäringen på ön har varit fiske.
En skola, med finska som undervisningsspråk, byggdes på ön år 1901 men lades ner 1965 då antalet barn var för litet. Ön fick elström 1982 och kranvatten 1989. 1988 öppnades en affär och ett kafé. En ny gästhamn byggdes i början av 1990-talet, då den gamla hade blivit för liten på grund av det ökade antalet gäster.